# Presidio (Texas)
Presidio ist ein Ort im Presidio County im Südwesten des Bundesstaats Texas der Vereinigten Staaten. Das U.S. Census Bureau hat bei der Volkszählung 2020 eine Einwohnerzahl von 3.264 ermittelt.
Die Stadt liegt direkt an der mexikanischen Grenze gegenüber von Ojinaga im mexikanischen Bundesstaat Chihuahua. Die Fläche beträgt 6,7 km². Das Dorf liegt am Rio Grande in der Nähe des Big-Bend-Nationalparks und des Fort Leaton State Parks.

## Geschichte
1535 erreichten die Spanier erstmals im Rahmen der Expedition des Álvar Núñez Cabeza de Vaca das heutige Presidio, wo sich ein Pueblo befand, das Cabeza de Vaca La Junta de las Cruces nannte. In den folgenden Jahrhunderten bekam der Ort mehrere verschiedene spanische Bezeichnungen. Um 1760 ließen sich erste spanische Siedler in dem Ort nieder und eine etwa 60 Mann umfassende Garnison wurde in dem Ort stationiert. 1830 erhielt der Ort den Namen Presidio del Norte. 1848 ließen sich die ersten texanischen Siedler in der Gegend nieder. In den Jahren 1849 und 1850 brachten zwei Überfälle der Comanchen den Ort in erhebliche Schwierigkeiten. Eine Poststation wurde 1868 eingerichtet, eine Schule gab es in dem Ort ab 1887. 1930 erhielt der Ort einen Eisenbahnanschluss über die Strecke der Kansas City, Mexico and Orient Railway. Stadtrecht erhielt Presidio 1981.